# Zdirad J. K. Čech
Zdirad Jan Křtitel Čech (12. září 1949 Sokolov – 30. srpna 2022 Kladno) byl grafik, ilustrátor a heraldik.

## Život
Od pěti let žil v Kladně. Studoval na Střední odborné škole výtvarné v Praze. Byl členem anglické Společnosti pro heraldické umění (Society of Heraldic Arts). Dále byl magistrátním rytířem Řádu maltézských rytířů a v letech 1974 až 2019 byl také rytířem řádu sv. Lazara, z jehož orleánské obedience však byl kvůli vnitřním sporům společně s dalšími vyloučen (včetně kardinála Dominika Duky). V roce 2016 byl vyznamenán papežským řádem řádem sv. Silvestra v hodnosti rytíře. Dne 31. května 2017 jej přijal na audienci papež František a požehnal jeho obraz Panny Marie Lidické, který je trvale umístěn v římském kostele sv. Marcelina a Petra. V roce 2018 do kostela svatých mučedníků Marcelína a Petra odvezl svůj druhý obraz.

## Dílo
- několik set heraldických kreseb (autor řady symbolů římskokatolických církevních hodnostářů a institucí)
- několik set kreseb světců
- životopisy světců pro časopis Poutník
- dvě stě ilustrací Písma
- grafiky a deskotiskové bibliografie
- několik set ilustrací knih (Francouzská cizinecká legie, Americká občanská válka, Česká panovnická a státní symbolika, Pod císařským praporem, Encyklopedie zbraní a zbroje)
- autor knihy o papežských znacích (1800 ilustrací) – v roce 2009 tuto knihu obdržel Benedikt XVI.
- autor knihy o pražských mučednících (kresby z ní jsou součástí latinského beatifikačního spisu)
- heraldický závěsný obraz věnovaný památce blahoslaveného císaře Karla – na zámku v Brandýse nad Labem
- 14. června 2014 odhalený obraz Panny Marie Lidické – umístěný v presbytáři zničeného kostela svatého Martina v LidicíchObraz Panny Marie Lidické uprostřed základů zničeného kostela sv. Martina v Lidicích

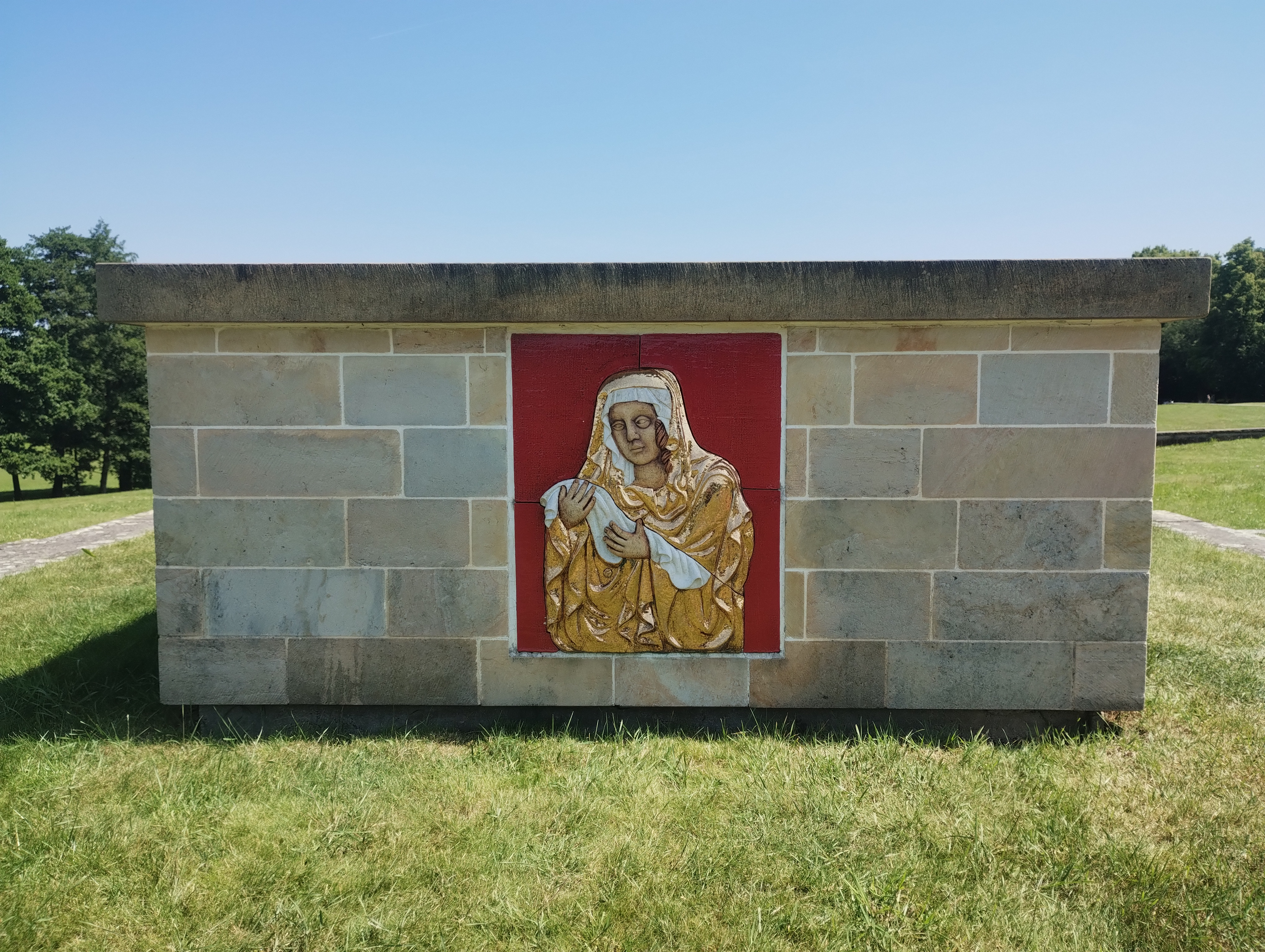
Obraz Panny Marie Lidické uprostřed základů zničeného kostela sv. Martina v Lidicích